# ویجویه

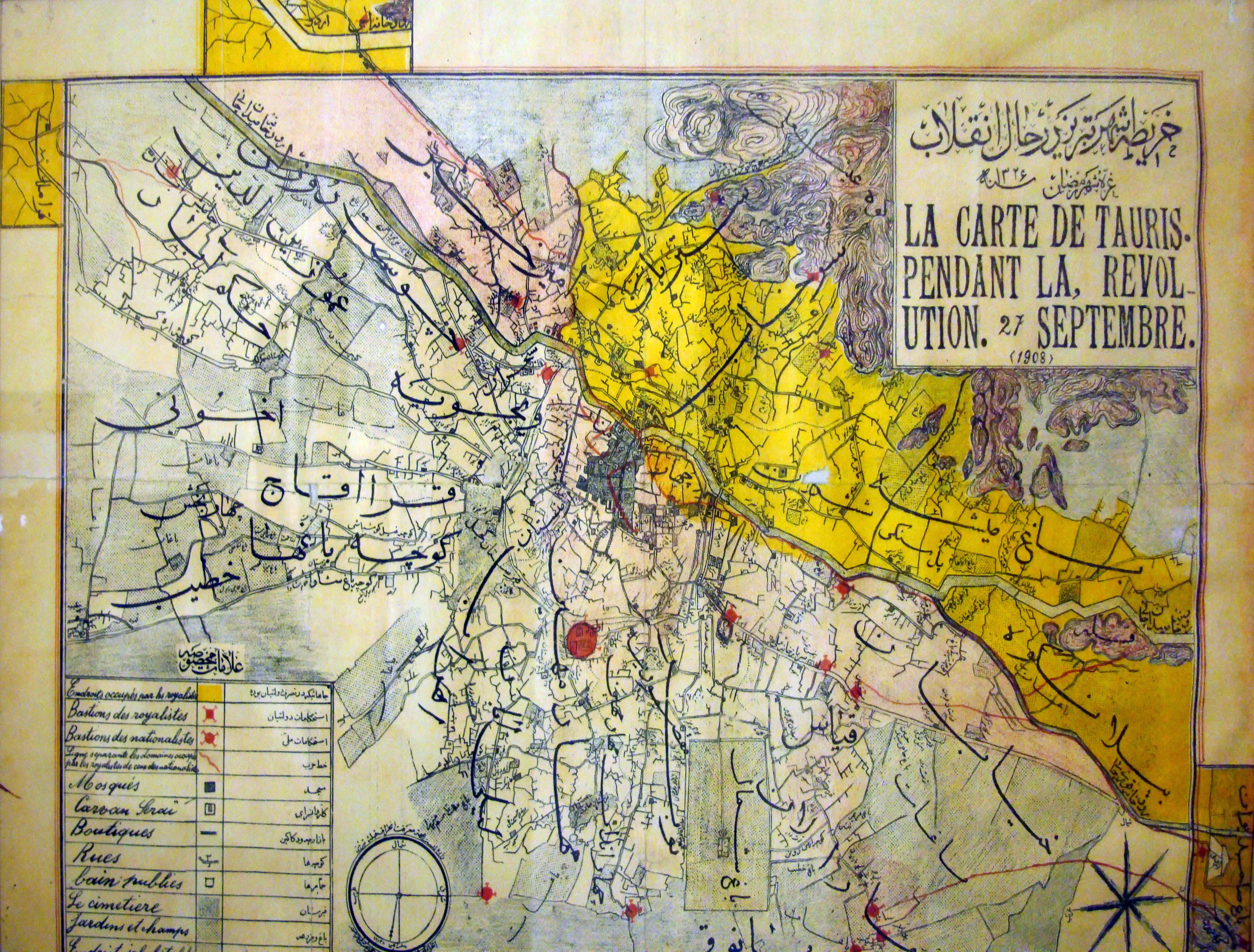
محلات تبریز، از جمله ویجویه، در نقشه ای از سال ۱۹۰۸

ویجویه (ورجی) یکی از محله‌های شمال غربی شهر تبریز است. این محله از سمت شمال به محلهٔ امیرخیزی، از سمت جنوب به باغ فجر، از سمت شرق به محله‌های انگج،  و راسته‌کوچه و از سمت غرب به خیابان بهار محدود شده‌است.
از کوی‌های مهم ویجویه می‌توان به آق‌مسجد، قره‌چی‌لر و علی سیاه‌پوش اشاره کرد. میدان ویجویه مرکز این محله محسوب می‌شود و بازارچهٔ دروازهٔ ویجویه، خانهٔ حاج محمدحسن و کاروانسرای حاج محمدحسین اصفهانی از آثار تاریخی آن به‌شمار می‌روند.
در روضات‌الجنان از وجود آرامگاه دو تن از صوفیان به نام‌های «بالی» و «کالی» در مسجدی در دروازهٔ ویجویه سخن به میان آمده‌است. نادر میرزا نیز در خاطرات خود قنات‌های سردار، سنجاق و شعربافان را از مهم‌ترین قنات‌های این محله دانسته و میرزا عبدالله‌خان را کدخدای ویجویه معرفی کرده‌است.
محمد باقر ویجویه ای، نویسنده بلوای تبریز (تاریخچه ای از فعالیتهای دوران مشروطه تبریز)، از ساکنانان این محله بوده است.